# Burn the Sky Down
Burn the Sky Down è l'album di debutto della cantante australiana Emma Hewitt, pubblicato il 18 maggio 2012.
L'album è stato prodotto da Lee Groves (Marilyn Manson, Gwen Stefani, Depeche Mode) e avrà remix per l'accompagnamento dell'album. Per la versione remix dell'album sono confermati Armin Van Buuren, Cosmic Gate, Morgan Page, TyDi, Shogun, Arnej, Matt Darey, Ivan Gough e Jerome Isma-Ae.

## Tracce
1. Burn the Sky Down – 1:43
2. Colours – 4:01
3. Miss You Paradise – 3:31
4. These Days Are Ours – 3:47
5. Foolish Boy – 4:15
6. Rewind – 3:20
7. Still Remember You (Stay Forever) – 4:22
8. Can't Turn Around Now – 1:50
9. Crucify – 3:51
10. This Picture – 3:31
11. State That I'm In – 2:34
12. Circles" (con 16 Bit Lolitas) – 5:55

iTunes Bonus Tracks
1. Like Spinning Plates (feat. Dash Berlin)